# Иевково (Ленинградская область)
Иевково — деревня в Пашском сельском поселении Волховского района Ленинградской области.

## История
На карте Санкт-Петербургской губернии Ф. Ф. Шуберта 1834 года упомитнается деревня Иевкова, состоящая из 36 крестьянских дворов.

ИЕВКОВО — деревня принадлежит Казённому ведомству, число жителей по ревизии: 102 м. п., 102 ж. п.. (1838 год)

Деревня Иевкова из 36 дворов отмечена на карте Ф. Ф. Шуберта 1844 года.

ИЕВКОВО — деревня Ведомства государственного имущества, по просёлочной дороге, число дворов — 45, число душ — 111 м. п. (1856 год)

ИЕВКОВО — деревня казённая при реке Салме, число дворов — 43, число жителей: 108 м. п., 141 ж. п. (1862 год)

Согласно карте из «Исторического атласа Санкт-Петербургской Губернии» 1863 года, деревня называлась Иевкова.
Сборник Центрального статистического комитета описывал её так:

ИЕВКОВА — деревня бывшая государственная при реке Сальме, дворов — 46, жителей — 242; часовня, свечной завод, лавка. (1885 год)

В конце XIX — начале XX века деревня административно относилась к Шахновской волости 3-го стана Новоладожского уезда Санкт-Петербургской губернии.
По данным «Памятной книжки Санкт-Петербургской губернии» за 1905 год деревня Иевково входила в состав Иевского сельского общества.
С 1917 по 1920 год деревня Иевково входила в состав Иевского сельсовета Шахновской волости Новоладожского уезда.
С 1921 года в составе Пашской волости Волховского уезда.
Согласно карте Петербургской губернии издания 1922 года деревня называлось Иевкова.
С 1924 года в составе Манихинского сельсовета.
С 1927 года в составе Пашского района.
По данным 1933 года деревня называлась Иевгово и входила в состав Манихинского сельсовета Пашского района Ленинградской области.

Деревня Иевково на карте 1940 года

С 1955 года в составе Новоладожского района.
В 1958 году население деревни Иевково составляло 107 человек.
С 1963 года в составе Волховского района.
По данным 1966 и 1973 годов деревня Иевково также входила в состав Манихинского сельсовета Волховского района.
По данным 1990 года деревня Иевково входила в состав Пашского сельсовета.
В 1997 году в деревне Иевково Пашской волости проживал 1 человек, в 2002 году — 2 человека (все русские).
В 2007 и 2010 годах в деревне Иевково Пашского СП не было постоянного населения.

## География
Деревня расположена в северо-восточной части района, к востоку от автодороги Р21 (E 105) «Кола» (Санкт-Петербург — Петрозаводск — Мурманск).
Расстояние до административного центра поселения — 11 км.
Расстояние до ближайшей железнодорожной платформы Иевково (184 км) — 3 км.
Деревня находится на левом берегу реки Салма.

## Демография
| 1862 | 2002 | 2007 | 2010 | 2012 | 2017 |
| ---- | ---- | ---- | ---- | ---- | ---- |
| 249  | ↘2   | ↘0   | →0   | ↗1   | ↗2   |

### Национальный состав
Согласно данным Всероссийской переписи населения 2021 года в деревне проживали 2 человека, все русские.